# Peter Rochegune Munch

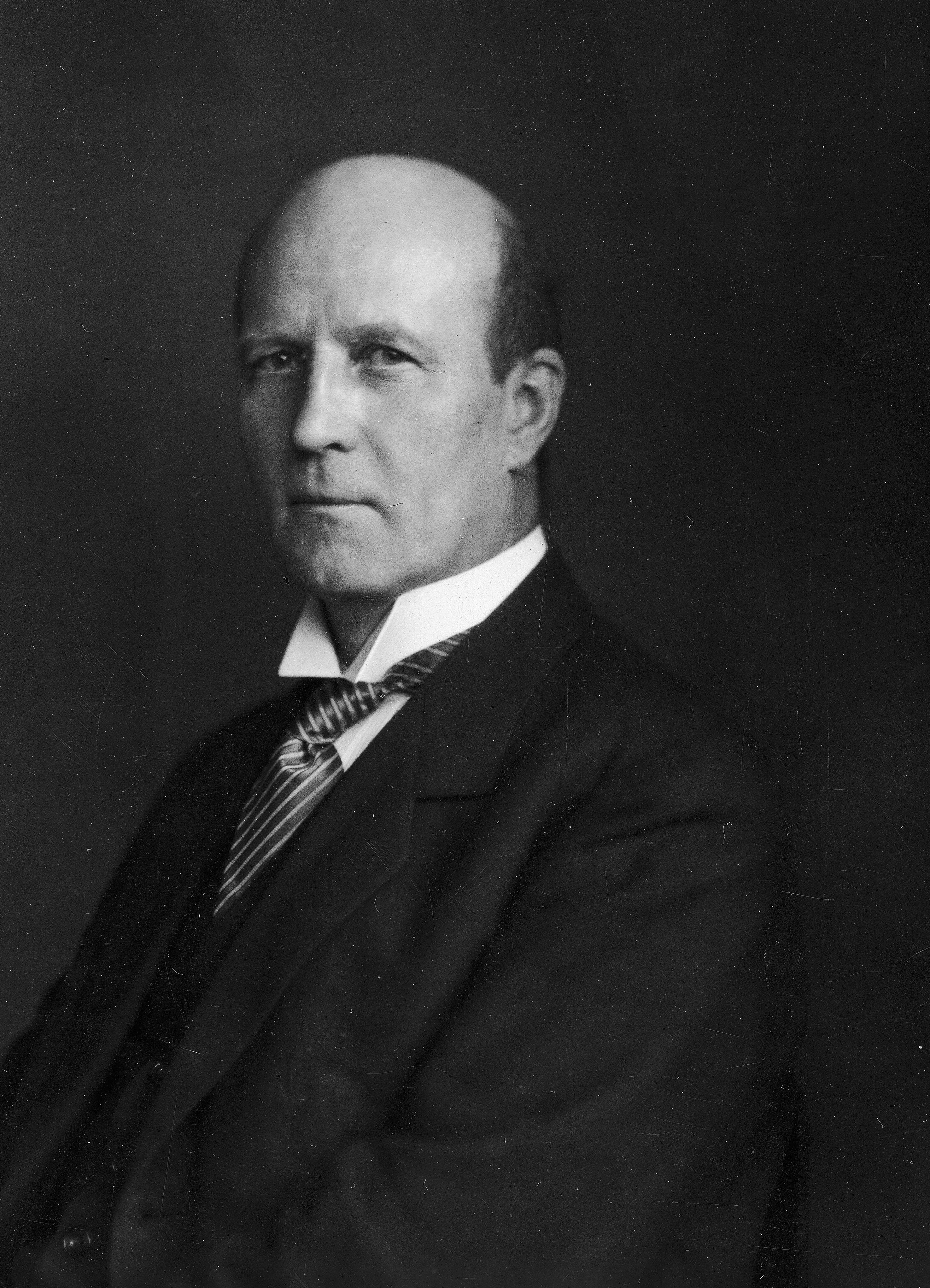
Peter Rochegune Munch vor 1931

Peter Rochegune Munch (* 25. Juli 1870 in Redsted; † 12. Januar 1948 in Kopenhagen) war ein dänischer Historiker, Minister und Politiker von Det Radikale Venstre.

## Leben
Munch entstammte einer Großbauernfamilie aus Nordjütland. Nach einer Karriere als Historiker wurde er als Vertreter der Partei „Det Radikale Venstre“ in den Folketing gewählt. Dem Folketing gehörte er von 1909 bis 1945 für Langeland an. Vom 28. Oktober 1909 bis zum 5. Juli 1910 war er Innenminister im Kabinett Zahle I. Vom 21. Juni 1913 bis zum 30. März 1920 war er Verteidigungsminister Kabinett Zahle II. Vom 30. April 1929 bis zum 8. Juli 1940 war Munch als Außenminister in den Kabinetten Stauning II, III, IV, V und VI tätig. Während seiner Amtszeit als Außenminister war er darum bemüht, die dänische Neutralität sichergestellt zu wissen und die Unabhängigkeit zum Deutschen Reich unter Adolf Hitler zu wahren.
So war während seiner Amtszeit am 31. Mai 1939 zwischen beiden Ländern ein Nichtangriffsvertrag mit einer Laufzeit von zehn Jahren unterzeichnet worden. Jedoch erwies sich, dass der Vertragspartner Deutschland nur Interesse an einer einseitigen Auslegung der Bestimmungen hatte. Am 9. April 1940 waren deutsche Truppen ohne Kriegserklärung in Dänemark eingefallen und nachdem die ersten Einheiten bereits die Landesgrenze überschritten hatten übergab der amtierende deutsche Gesandte Cécil von Renthe-Fink gegen 5.20 Uhr an Munch ein „Memorandum“, in dem auffordert wurde, keinerlei Widerstand entgegenzusetzen. Dieser „müßte und würde von den eingesetzten deutschen Streitkräften mit allen Mitteln gebrochen werden.“ Im Namen der dänischen Regierung antwortete Munch, nachdem in den Morgenstunden die Einstellung des Feuers befohlen worden war, dass sein Land „gegen diese Verletzung der Neutralitä Dänemarks ihren ernsten Einspruch“ erhebt. Mit der daraufhin durch die deutsche Besatzungsmacht angeordnete Auflösung der dänischen Regierung trat Munch in den Ruhestand ein.